# هفدهمین دوره جشن حافظ
هفدهمین مراسم سینمایی تلویزیونی دنیای تصویر (جشن حافظ) در تاریخ ۲۱ مرداد سال ۱۳۹۶ در تالار وزارت کشور تهران برگزار شد. در این دوره فیلم‌های اکران شده در ابتدا تا پایان سال ۱۳۹۵ و همچنین سریال‌های پخش‌شده در شبکه‌های تلویزیونی و شبکه نمایش خانگی از نوروز ۱۳۹۵ تا پایان نوروز ۱۳۹۶ مورد بررسی قرار گرفته‌اند.
از این دوره، جایزه بهترین تدوین از جوایز بهترین دستاورد فنی و هنری جدا و به بصورت مستقل اهدا می‌شود.
بهترین فیلم و بهترین مجموعه تلویزیونی این دوره به ترتیب فروشنده و لیسانسه‌ها بودند.

## برندگان اصلی
برندگان جایزه در سطر نخست فهرست، به صورت بزرگ نوشته می‌شوند و با یک ستاره (*) نشان داده می‌شوند.

### بخش سینمایی
| بهترین فیلم - فروشنده – الکساندر ماله-گی و اصغر فرهادی* - آباجان – هاتف علیمردانی - اژدها وارد می‌شود! – مانی حقیقی - ایستاده در غبار – حبیب والی‌نژاد - سلام بمبئی – جواد نوروزبیگی و پهلاج نیهالانی - گشت ارشاد ۲ – حمید فرخ‌نژاد و سعید سهیلی - لانتوری – رضا درمیشیان - ماجرای نیمروز – سید محمود رضوی - ممیرو – مجید برزگر - نفس – محمدحسین قاسمی و ابوذر پورمحمدی | بهترین کارگردانی - محمدحسین مهدویان – ماجرای نیمروز* - نرگس آبیار – نفس - رضا درمیشیان – لانتوری - بهروز شعیبی – سیانور - اصغر فرهادی – فروشنده - مصطفی کیایی – بارکد |
| بهترین بازیگر مرد - شهاب حسینی – فروشنده* - جواد عزتی – ماجرای نیمروز* - نوید محمدزاده – لانتوری* - امیر جدیدی – من - پژمان جمشیدی – خوب، بد، جلف - هادی حجازی‌فر – ایستاده در غبار - بهرام رادان – بارکد - یدالله شادمانی – ممیرو - حمید فرخ‌نژاد – گشت ارشاد ۲ - محسن کیایی – بارکد - محمدرضا گلزار – سلام بمبئی - احمد مهران‌فر – ماجرای نیمروز - مهدی هاشمی – سیانور | بهترین بازیگر زن - فاطمه معتمدآریا – آباجان* - الناز شاکردوست – مبارک* - پردیس احمدیه – لاک قرمز - بهنوش بختیاری – من - سارا بهرامی – خانه‌ای در خیابان چهل و یکم - پانته‌آ پناهی‌ها – نفس - لیلا حاتمی – من - سحر دولتشاهی – وارونگی - ژاله صامتی – دراکولا - ترانه علیدوستی – فروشنده - هنگامه قاضیانی – دلبری - دیا میرزا – سلام بمبئی - ساره نورموسوی – نفس |
| بهترین فیلمنامه - نرگس آبیار – نفس* - رضا عطاران – دراکولا* - ابراهیم امینی و محمدحسین مهدویان – ماجرای نیمروز - بهنام بهزادی – وارونگی - اصغر فرهادی – فروشنده - پیمان قاسم‌خانی – خوب، بد، جلف | بهترین فیلمبرداری - هومن بهمنش – اژدها وارد می‌شود!* - علیرضا برازنده – سیانور - هادی بهروز – ایستاده در غبار - هادی بهروز – ماجرای نیمروز - حسین جعفریان – فروشنده - ساعد نیک‌زات – نفس |
| بهترین موسیقی متن - کیهان کلهر – لانتوری* - امیر توسلی – گشت ارشاد ۲ - حبیب خزاعی‌فر – ماجرای نیمروز - کریستف رضاعی – اژدها وارد می‌شود! - دلشاد شیخ – سلام بمبئی - حمیدرضا صدری – دراکولا | بهترین تدوین - سجاد پهلوان‌زاده – ماجرای نیمروز* - نیما جعفری جوزانی – بارکد - مصطفی خرقه‌پوش – خوب، بد، جلف - هایده صفی‌یاری – فروشنده - هایده صفی‌یاری – لانتوری |
| بهترین دستاورد فنی و هنری - طراحی چهره‌پردازی، «لانتوری» (عبدالله اسکندری)* - طراحی صحنه و لباس، «یتیم‌خانه ایران» (عباس بلوندی) - طراحی صحنه و لباس، «ماجرای نیمروز» (بهزاد جعفری طادی) - طراحی چهره‌پردازی، «ممیرو» (پدرام زرگر) - طراحی صحنه و لباس، «اژدها وارد می‌شود!» (امیرحسین قدسی و نگار نعمتی) - طراحی صحنه و لباس، «سیانور» (آیدین ظریف) - طراحی صدا، «ایستاده در غبار» (مهرشاد ملکوتی) - طراحی جلوه‌های ویژه بصری، «رسوایی ۲» (محمدرضا نجفی امامی) - طراحی جلوه‌های ویژه بصری، «مبارک» (محمدرضا نجفی امامی) - طراحی صحنه و لباس، «نفس» (اصغر نژادایمانی) | نشان عباس کیارستمی - رضا درمیشیان* |

### بخش تلویزیونی
| بهترین مجموعه تلویزیونی - لیسانسه‌ها – رضا جودی* - برادر – نعمت چگینی - پریا – اسماعیل حنیفه - عاشقانه – مهدی گلستانه و هومن کبیری - هشت و نیم دقیقه – بهروز مفید                                             | بهترین کارگردانی تلویزیونی - منوچهر هادی – عاشقانه* - جواد افشار – برادر - حسین سهیلی‌زاده – پریا - شهرام شاه‌حسینی – هشت و نیم دقیقه - سروش صحت – لیسانسه‌ها                |
| بهترین فیلمنامه تلویزیونی - سروش صحت و ایمان صفایی – لیسانسه‌ها* - علی دادرس و آزیتا ایرایی و بابک کایدان – هشت و نیم دقیقه - سعید فرهادی – پریا - آرش قادری – برادر - علیرضا کاظمی‌پور و سعید جلالی – عاشقانه | بهترین بازیگر مرد درام - هومن سیدی – عاشقانه* - امیرحسین آرمان – پریا - پوریا پورسرخ – برادر - بهرنگ علوی – هشت و نیم دقیقه - محمدرضا گلزار – عاشقانه - حسین یاری – برادر |
| بهترین بازیگر زن درام - ساره بیات – عاشقانه* - مهناز افشار – عاشقانه - الهه حصاری – هشت و نیم دقیقه - سارا رسول‌زاده – عاشقانه - بهاره کیان‌افشار – عاشقانه - لادن مستوفی – پریا                               | بهترین بازیگر مرد کمدی - هوتن شکیبا – لیسانسه‌ها* - بهرام افشاری – علی‌البدل - امیرحسین رستمی – لیسانسه‌ها - امیر کاظمی – لیسانسه‌ها - مهران غفوریان – همسایه‌ها               |
| بهترین بازیگر زن کمدی - سیما تیرانداز – پادری* - متین ستوده – لیسانسه‌ها - نگار عابدی – پادری - فرخنده فرمانی‌زاده – لیسانسه‌ها - نعیمه نظام‌دوست – همسایه‌ها                                                     | بهترین چهره تلویزیونی - مهران مدیری – دورهمی* - احسان علیخانی – ماه عسل* - رامبد جوان – خندوانه - محمد صالح‌علا – چشم شب روشن - عادل فردوسی‌پور – نود                       |
| جایزه ویژه هیئت داوران - محمدرضا گلزار – عاشقانه* | |

### جوایز دیگر
| یک عمر فعالیت هنری - محمدعلی کشاورز* | جایزه ویژه علی معلم - اصغر فرهادی* |
| بهترین فیلم مستند - بهتاش صناعی‌ها و مریم مقدم – دیپلماسی شکست‌ناپذیر آقای نادری* - محمدرضا امامقلی – آقای نخست‌وزیر - محمد کارت – آوانتاژ - رخشان بنی‌اعتماد – ای آدم‌ها - صادق داوری‌فر – فیه ما فیه | بهترین خواننده تیتراژ فیلم و مجموعه تلویزیونی - سالار عقیلی – معمای شاه (قطعه «خون غزل»)* - محمد علیزاده – برادر (قطعه «برادر») - فرزاد فرزین و فریدون آسرایی – عاشقانه (قطعه «کمک کن») - کاکوبند – آسپرین (قطعه «سقوط») - محمد معتمدی – سیانور (قطعه «سوگند») - سونو نیگام – سلام بمبئی (قطعه «آفت جان») |